# Vladimír Lukáčik
Vladimír Lukáčik (ur. 24 marca 1993 w Bratysławie) – słowacki hokeista.

## Kariera
- HOBA Bratysława U18 (2008-2009)
- HK Ruzinov 99 Bratysława U18 (2009-2011)
- HK Ruzinov 99 Bratysława U20 (2010/2011)
- Slovan Bratysława U20 (2011-2014)
- Sachalinskie Akuły Jużnosachalińsk (2014-2015)
- JKH GKS Jastrzębie (2015-2016)
- Chamonix-Morzine Hockey Club (2016-2017)
- JKH GKS Jastrzębie (2017-2018)
- Väsby IK (2018)
- JKH GKS Jastrzębie (2018-2019)
- Bratislava Capitals (2019-2020)
- MHK Dubnica nad Váhom (2020-)

Występował w juniorskich zespołach w Bratysławie, w tym w drużynie do lat 20 klubu Slovana. W sezonie 2014/2015 grał w rosyjskich rozgrywkach juniorskich MHL w barwach drużyny z Jużnosachalińska na dalekim wschodzie Rosji. Od lipca 2015 zawodnik JKH GKS Jastrzębie w rozgrywkach Polskiej Hokej Ligi. W trakcie sezonu 2015/2016 doznał kontuzji barku i z tego powodu w styczniu 2016 jego umowa z klubem została rozwiązana. Od lipca 2016 zawodnik francuskiego klubu Chamonix-Morzine Hockey Club w rozgrywkach Ligue Magnus. Od maja 2017 do maja 2018 był ponownie zawodnikiem JKH. W czerwcu 2018 został graczem szwedzkiego klubu Väsby IK. Od grudnia 2018 do lutego 2019 ponownie reprezentował barwy JKH GKS Jastrzębie. W sierpniu 2019 został zawodnikiem Bratislava Capitals. We wrześniu 2020 przeszedł do MHK Dubnica nad Váhom.

## Sukcesy
Klubowe
- Puchar Polski: 2018 z JKH GKS Jastrzębie

Indywidualne
- MHL (2014/2015):
  - Mecz Gwiazd MHL
  - Pierwsze miejsce w klasyfikacji kanadyjskiej w wśród obrońców w sezonie zasadniczym: 44 punkty